# Gino Lemmetti
Gino Lemmetti (Viareggio, 29 ottobre 1907 – ...) è stato un calciatore italiano, di ruolo attaccante.

## Carriera
Debutta con il Viareggio nel campionato di Seconda Divisione 1926-1927 e l'anno successivo conquista con i toscani la promozione al campionato di Prima Divisione.
Sempre con il Viareggio disputa quattro campionati di Prima Divisione prima di trasferirsi per un anno al Montevarchi dove disputa il campionato di Prima Divisione 1932-33 e realizza 22 reti in 26 presenze mancando per un punto la promozione in Serie B. Nel 1933 torna al Viareggio, che nel frattempo è salito di categoria, e debutta in Serie B nella stagione 1933-1934 totalizzando 96 presenze e 22 reti in quattro campionati cadetti.
Nella stagione 1937-1938 passa alla Fiorentina, con cui debutta in Serie A il 26 settembre 1937 e disputa 2 partite in massima serie.

## Palmarès

### Club

#### Competizioni nazionali
- Seconda Divisione: 1

Viareggio: 1927-1928